# Kamień św. Jadwigi
Kamień św. Jadwigi nazywany także Kamieniem św. Kingi - największy w Wielkopolsce, szósty co do wielkości w Polsce głaz narzutowy.
W odległości blisko 3 km od Gołuchowa, na południe od wsi znajduje się będący od 1888 roku pod ochroną jako pomnik przyrody nieożywionej głaz narzutowy. Obiekt znalazł się w tym miejscu za sprawą lądolodu skandynawskiego. Zbudowany z różowego granitu głaz ma w obwodzie 22 m, długi jest na 8,5 m, szeroki na 6,5 m i wysokość 3,5 m (zagłębiony jest w ziemi na 2 m).
Z kamieniem związane są liczne legendy. Według jednej pod kamieniem miał być ukryty skarb, inna mówi o tym, że śpią tam rycerze polegli w walce z Tatarami, którym za wstawiennictwem Matki Bożej św. Jadwiga Śląska uprosiła by śmierć zamienić im w sen, w gotowości do ponownej walki w obliczu zagrożenia dla wiary.